# Датско-мьянманские отношения
Датско-мьянманские отношения — текущие и исторические отношения между Мьянмой и Данией. Ни у одной из стран нет постоянного посольства. Мьянма представлена в Дании через своё посольство в Великобритании, Дания представлена в Мьянме через своё посольство в Таиланде. Дипломатические отношения установлены в 1955 году. Отношения между двумя странами дружеские. Дания имеет наименьший объём торговли среди стран Европейского Союза с Мьянмой. Дания также поддерживает норвежскую радиостанцию Демократический голос Бирмы.

## Помощь Мьянме
Помощь Мьянме в целях развития является главным приоритетом деятельности DANIDA в Юго-Восточной Азии. 93 миллиона датских крон было выделено на проекты в области образования и здравоохранения.
Датская помощь развитию была сосредоточена на продвижении демократии и прав человека. Дания была одной из первых стран, которые отреагировали на циклон Наргис, оказав гуманитарную помощь Мьянме. Фонд трёх болезней был основан в 2006 году, Дания присоединилась к нему в 2009 году. Фонд трёх болезней помогает Мьянме бороться с ВИЧ и СПИДом, он выделил 73 миллиона долларов.

## Инцидент с бирманским консулом
В 1996 году консул Дании в Мьянме Джеймс Леандер Николс был приговорён к трём годам тюремного заключения. Приговор был за незаконное владение двумя факсимильными аппаратами и телефонным коммутатором. Два месяца спустя он умер в тюрьме. Несмотря на настойчивые требования Дании, бирманские власти отказались разрешить независимое вскрытие. Вскоре после этого Европейский Союз вместе с Канадой призвали Организацию Объединённых Наций провести собрание по процессу демократизации.

## Рабочий день
3 ноября 2010 года учащиеся 140 различных гимназий в Дании и DanChurchAid приняли участие в ежегодном Дне работы. Деньги, заработанные студентами, пошли на улучшение образования молодых людей в Мьянме.